# Okraj Lipnica, Avstrija
Okraj Lipnica (nemško Leibnitz) je administrativni okraj (Bezirk) v avstrijski zvezni deželi Štajerski in hkrati njen najjužnejši okraj.
Sestavljen je iz sledečih občin:
- Allerheiligen bei Wildon
- Arnež (Arnfels)
- Ehrenhausen an der Weinstraße
- Empersdorf
- Gabersdorf
- Gamlitz
- Gleinstätten
- Gralla
- Großklein
- Heiligenkreuz am Waasen
- Heimschuh
- Hengsberg
- Kitzeck im Sausal
- Lang
- Lebring-Sankt Margarethen
- Lipnica (Leibnitz)
- Leutschach an der Weinstraße
- Oberhaag
- Ragnitz
- Sankt Andrä-Höch
- Sankt Georgen an der Stiefing
- Sankt Johann im Saggautal
- Sankt Nikolai im Sausal
- Sankt Veit in der Südsteiermark
- Schwarzautal
- Straß in Steiermark
- Tillmitsch
- Wagna
- Wildon